# RMP (芸能事務所)
RMP株式会社（アールエムピー）は、2016年7月に設立された芸能事務所。

## 沿革
2016年に設立。タレントやアーティストをマネージメント。舞台やイベントをはじめとした各メディアへのプロモーション・企画制作も行う。章平・北園涼・前田剛史・上仁樹などが所属している。

## 所属タレント
- 章平
- 北園涼
- 上仁樹
- 内野楓斗
- 坂口実成夢
- 早川維織
- 成田道行
- 古張和貴
- 中田直之
- 阿部晃介
- ジョアン

- 石黒英雄
- 楠見彰太郎

### 過去
- 磯村洋祐
- 前田剛史